# 특수손괴죄
특수손괴죄(特殊損壞罪) 다중 또는 단체의 위력을 보이거나 위험한 물건을 휴대하여 ( 재물·문서손괴죄를 범한 자(369조 1항)와 ( 공익건조물파괴죄를 범한 자(369조 2항)는 형을 가중한다. 미수범도 처벌한다(371조).

## 같이 보기
- 대한민국 형법의 범죄 목록
- 재물손괴죄
- 손괴죄